# Sekou Doumbouya
Sekou Oumar Doumbouya (nascido em 23 de dezembro de 2000) é um jogador de basquete profissional francês nascido na Guiné que joga pelo MoraBanc Andorra, da Liga ACB. 
Nascido em Conakry, Doumbouya cresceu na França e começou sua carreira no CJF Les Aubrais aos 13 anos. No ano seguinte, ele participou do INSEP e jogou pelo time amador Center Fédéral. Sua carreira profissional começou em 2016, quando ingressou no Poitiers Basket 86 na Segunda Divisão Francesa, permanecendo na equipe por duas temporadas. Em 2018, Doumbouya mudou-se para a Primeira Divisão Francesa assinando contrato com o CSP Limoges. Após uma temporada, ele foi selecionado pelo  Detroit Pistons com a 15° escolha geral no Draft da NBA de 2019.   

## Início da vida e carreira
Ele nasceu em Conakry, Guiné. Com um ano de idade, mudou-se para a França com sua mãe M'Mah Marie, três irmãos e um primo, instalando-se em um pequeno apartamento em Fleury-les-Aubrais. Seu pai, que não pôde obter um visto, permaneceu na Guiné como membro das forças armadas.  Na ausência de seu pai, Sekou se tornou um líder para o resto de sua família, muitas vezes aconselhando seus irmãos.  
Ele cresceu jogando futebol como atacante, mas acabou sendo prejudicado por sua extraordinária estatura. Aos 12 anos, ele começou a jogar basquete depois que um amigo o apresentou ao esporte. Naquela idade, ele foi descoberto pelo técnico de basquete local, Benoist Burguet, que ajudou a iniciar sua carreira e mais tarde se tornou seu treinador. Aos 13 anos, quando Doumbouya media 2,02 m, ele jogou nas divisões de base do CJF Les Aubrais, a seção de esportes de basquete do Collège Condorcet.
Aos 14 anos, Doumbouya mudou-se para o renomado instituto esportivo francês INSEP em Paris e ingressou no clube afiliado Centre Fédéral de Basket-ball, membro do Nationale Masculine 1 (NM1), a divisão amadora de terceiro nível do basquete francês. Ele estreou na temporada de 2015-16 em 26 de setembro de 2015, registrando 12 pontos, cinco rebotes e três roubadas de bola contra Aurore de Vitré. Ele se tornou o primeiro jogador nascido nos anos 2000 a jogar nas três principais ligas francesas.
Doumbouya terminou a temporada com média de 10,6 pontos, 3,3 rebotes, 1,2 assistências e 1,4 roubadas de bola. Após a temporada, ele deixou o INSEP por razões disciplinares.

## Carreira profissional

### Poitiers Basket 86 (2016–2018)

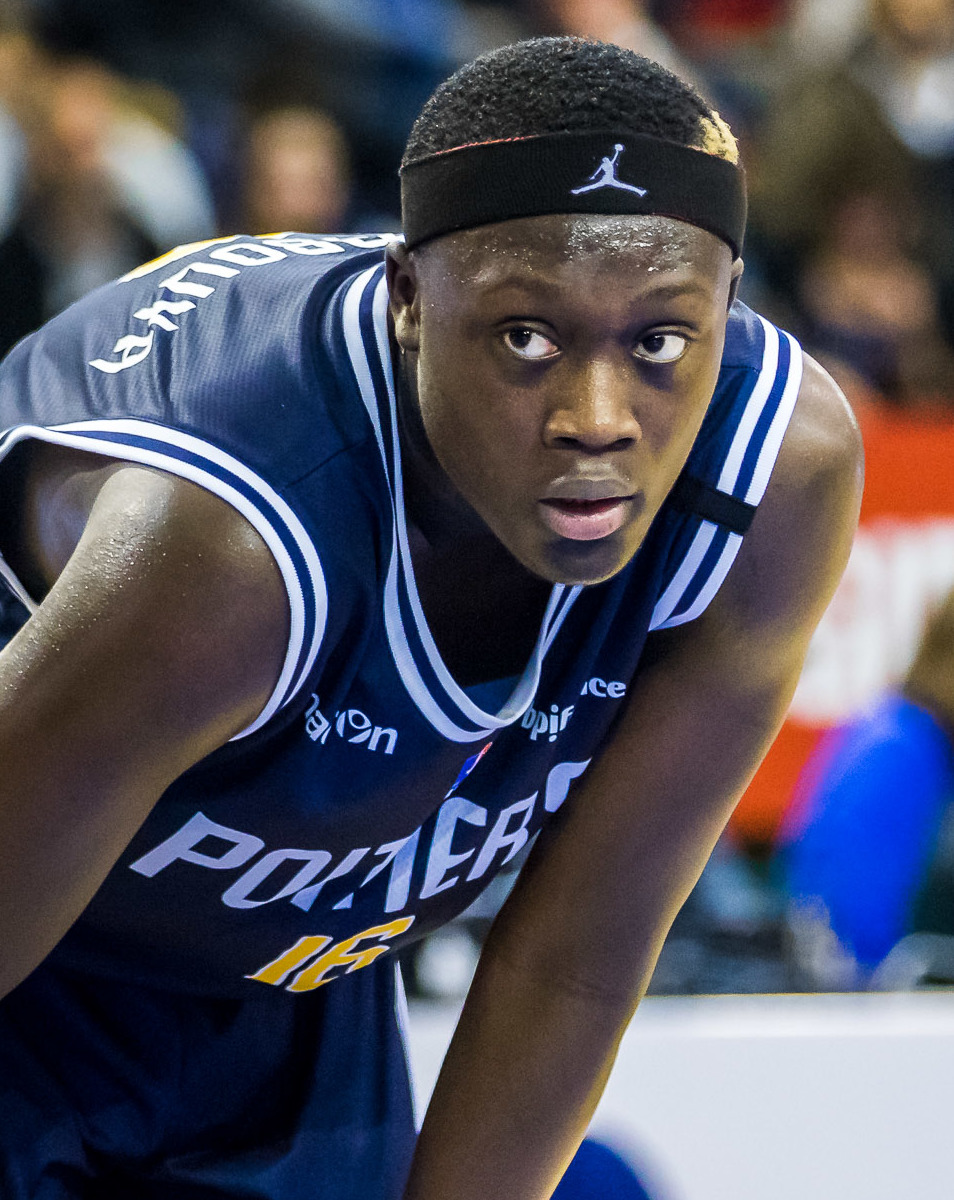
Doumbouya com Poitiers em março de 2017

Em 26 de agosto de 2016, aos 15 anos, Doumbouya assinou seu primeiro contrato profissional com o Poitiers Basket 86 do LNB Pro B. Na época, ele revelou suas esperanças de jogar na National Basketball Association (NBA) nos três anos seguintes. Na temporada, Doumbouya teve um tempo de jogo regular, apesar de sua falta de experiência, sendo treinado por Ruddy Nelhomme e jogando ao lado de veteranos como Jeff Greer.
Em 17 de setembro de 2016, ele fez sua estreia profissional, jogando 13 minutos em uma vitória da LNB Pro B Leaders Cup sobre o Boulazac. Em seu primeiro jogo na Pro B em 14 de outubro de 2016, ele marcou dois pontos em seis minutos contra Étoile Charleville-Mézières. Ele terminou a temporada com média de 6,8 pontos, 3,3 rebotes e 0,8 assistências em 16,9 minutos.
Em 29 de junho de 2017, ele assinou uma extensão de contrato de três anos com o Poitiers. Em 29 de setembro, ele marcou um duplo-duplo de 15 pontos e 12 rebotes na vitória de 76-71 sobre Hermine Nantes na LNB Pro B Leaders Cup. Ele estreou na temporada de 2017-18 do Pro B contra o Denain Voltaire em 13 de outubro de 2017, registrando sete pontos e quatro rebotes em 16 minutos. Nessa temporada, ele disputou 28 jogos e teve média de 8,5 pontos, 4,1 rebotes e 1,0 assistências em 23,2 minutos, a caminho de ganhar o prêmio de Melhor Jogador do Pro B.

### Limoges CSP (2018-2019)

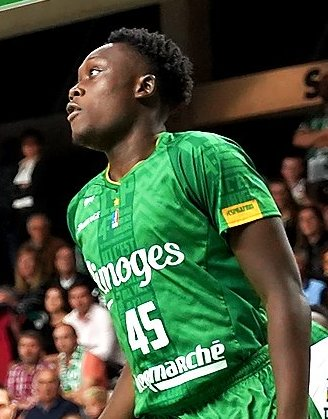
Doumbouya no Limoges CSP em setembro de 2018

Em maio de 2018, Doumbouya revelou planos de se juntar a uma equipe no LNB Pro A, a principal liga de basquete da França. Em 25 de junho de 2018, ele assinou com o Limoges CSP do Pro A.
Ele estreou em 22 de setembro de 2018, registrando dois pontos e quatro rebotes em 11 minutos contra o Antibes. Em 17 de outubro, ele marcou 11 pontos em uma derrota por 102-93 para o Alba Berlin no EuroCup. No final de dezembro, Doumbouya marcou 12 pontos em três jogos seguidos no EuroCup e no Pro A.
Em 26 de dezembro, ele sofreu uma lesão no polegar direito que exigiu cirurgia. Ele voltou à ação em 9 de fevereiro, registrando nove pontos e cinco rebotes contra Estrasburgo.
Doumbouya registrou 34 pontos e nove rebotes, em 18 de maio, em uma vitória de 106-78 no último jogo da temporada regular sobre o Levallois Metropolitans.
Em 29 jogos no Pro A, incluindo dois jogos de playoffs, ele obteve uma média de 7,7 pontos e 3,2 rebotes. Em oito jogos no EuroCup, ele obteve uma média de 6,9 pontos e 2,8 rebotes.

### Detroit Pistons (2019–Presente)

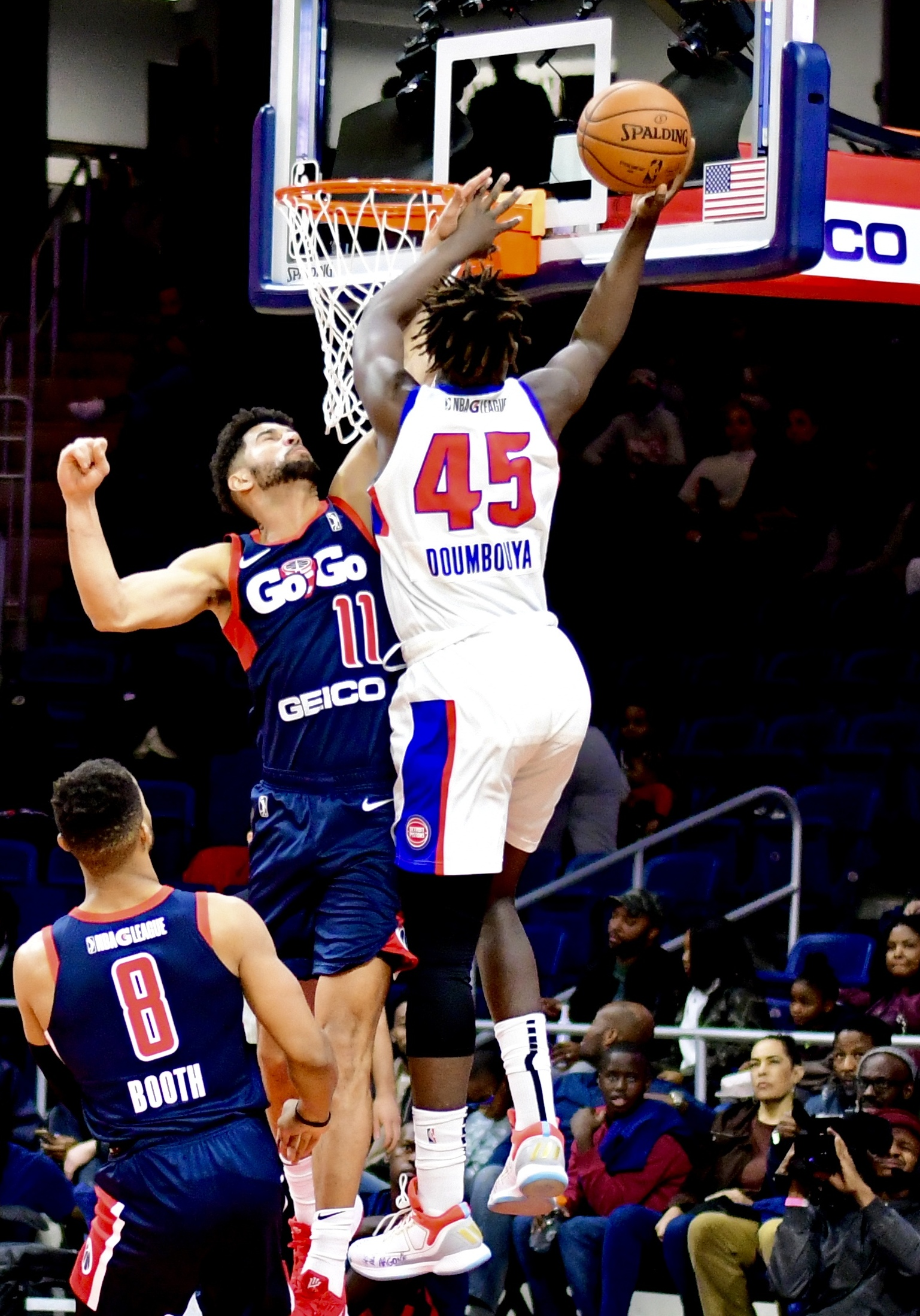
Doumbouya (#45) tenta uma bandeja pelo Grand Rapids Drive em 2019.

Em 20 de junho de 2019, Doumbouya foi selecionado pelo Detroit Pistons com a décima quinta escolha no Draft da NBA de 2019. Ele se tornou o primeiro jogador nascido na Guiné a ser convocado para a NBA. Em 4 de julho, ele assinou seu contrato de novato com os Pistons.
Doumbouya perdeu os primeiros quatro jogos de sua equipe na Summer League de 2019 em Las Vegas com dor na coxa e marcou nove pontos em sua única aparição durante uma derrota por 105-85 para o Brooklyn Nets.
Em sua temporada de estreia, ele foi o jogador ativo mais jovem da NBA. Ele sofreu uma concussão durante o treino em 9 de outubro e foi afastado por vários jogos após ser colocado no programa de protocolo de concussão. Em 4 de novembro, antes de jogar um jogo da NBA, Doumbouya foi designado para o afiliado dos Pistons na G-League, o Grand Rapids Drive. Ele fez sua estréia na G-League quatro dias depois, marcando 12 pontos na vitória por 109-94 sobre o Raptors 905.
Em 23 de novembro de 2019, Doumbouya foi chamado pelos Pistons e fez sua estreia na NBA em uma derrota por 104–90 para o Milwaukee Bucks. No início de janeiro de 2020, ele registrou duplos-duplos em cada uma das suas duas primeiras partidas como titular contra o Los Angeles Clippers e o Golden State Warriors. Em seu jogo seguinte, ele chamou a atenção nacional por sua enterrada enfática sobre Tristan Thompson durante um desempenho de 15 pontos na vitória por 115–113 sobre o Cleveland Cavaliers. 
Em 15 de janeiro, Doumbouya marcou 24 pontos, a melhor marca da temporada, com dois rebotes, uma assistência e um roubo na vitória por 116-103 sobre o Boston Celtics. Sua produção diminuiu após esse desempenho e ele marcou pelo menos 10 pontos em apenas mais um jogo do resto da temporada. 
Em 6 de março, Doumbouya foi designado para a G-League, registrando 30 pontos e oito rebotes na vitória 102-101 sobre o Maine Red Claws.
Em sua primeira temporada na NBA, ele jogou em 38 jogos (19 como titular) e teve médias de 6,4 pontos e 3,1 rebotes em 19,8 minutos.

## Carreira na seleção
Em novembro de 2016, Doumbouya obteve a cidadania francesa. O processo foi adiado por meses devido à "burocracia", de acordo com a Seleção Francesa Sub-18 e, como resultado, ele foi impedido de participar de duas competições da FIBA.
Ele estreou na equipe nacional no EuroBasket Sub-18 de 2016 em Samsun, na Turquia, onde ingressou como o jogador mais jovem do torneio. Ele obteve uma média de 17,8 pontos, 7,0 rebotes, 1,3 roubadas de bola e 1,2 bloqueios, ajudando sua equipe a ganhar a medalha de ouro. Ele foi nomeado para a Equipe Ideal do Torneio, acompanhado pelo companheiro de equipe e MVP do torneio, Frank Ntilikina.

## Estatísticas

### NBA

#### Temporada regular
| Ano     | Equipe  | PJ | PT | MPJ  | AP   | 3P   | LL   | RT  | AS | BR | TO | PPJ |
| ------- | ------- | -- | -- | ---- | ---- | ---- | ---- | --- | -- | -- | -- | --- |
| 2019–20 | Detroit | 38 | 19 | 19.8 | .390 | .286 | .674 | 3.1 | .5 | .5 | .2 | 6.4 |

### EuroCup
| Ano     | Time    | PJ | MPJ  | AP   | 3P   | LL   | RT  | AS | BR | TO | PPJ |
| ------- | ------- | -- | ---- | ---- | ---- | ---- | --- | -- | -- | -- | --- |
| 2018–19 | Limoges | 8  | 14.9 | .548 | .250 | .625 | 2.8 | .6 | .8 | .5 | 6.9 |

Fonte:

## Perfil do jogador
Ele exibe um atletismo fluido que o ajuda a prosperar na transição e terminar na cesta. Suas ferramentas físicas lhe dão um grande potencial na NBA moderna, especialmente no lado defensivo, onde ele é capaz de defender quatro posições. Ele também tem potencial como atirador, com avaliadores frequentemente elogiando sua mecânica.
  

Seu estilo de jogo atraiu comparações com Pascal Siakam e Draymond Green.    Vincent Loriot, diretor do Le Mans, comparou ele a LeBron James, chamando-o de "um monstro com cara de criança".